# John Howland
John Howland (kolem roku 1592 Anglie – 23. února 1673 Plymouth) do Severní Ameriky přijel na lodi Mayflower spolu s dalšími cestujícími, kteří opuštěli Anglii před náboženským pronásledováním za vlády krále Jakuba I. Stuarta. Osadníci se usadili na území dnešního města Plymouth v Massachusetts. Později se stal tajemníkem guvernéra Johna Carvera, který s ním přijel na stejné lodi.

## Životopis
John Howland se narodil ve Fenstantonu v Huntingdonshiru v Anglii kolem roku 1592. Byl synem Margaret a Henryho Howlanda a bratrem Henryho a Arthura Howlanda, kteří emigrovali později z Anglie do Marshfieldu v Massachusetts. Ačkoli Henry a Arthur Howland byli Kvakeři, John sám se držel původní víry poutníků, puritánství.Podepsal smlouvu Mayflower Compact a pomohl založit kolonii osadníků na území dnešního Plymouthu. Pracoval později jako tajemník guvernéra Carvera, pomáhal mu při uzavírání smlouvy s indiánským náčelníkem Sachem Massasoitem z kmene Wampanoagu. V roce 1626 byl jedním z osmi osadníků, kteří souhlasili s převzetím dluhu kolonie k investorům výměnou za monopol na obchod s kožešinami. Byl zvolen zástupcem v Plymouth General Court, soudu v Plymouthu v roce 1641 a zastával tuto pozici do roku 1655, a znovu v roce 1658.

## Cesta lodí Mayflower

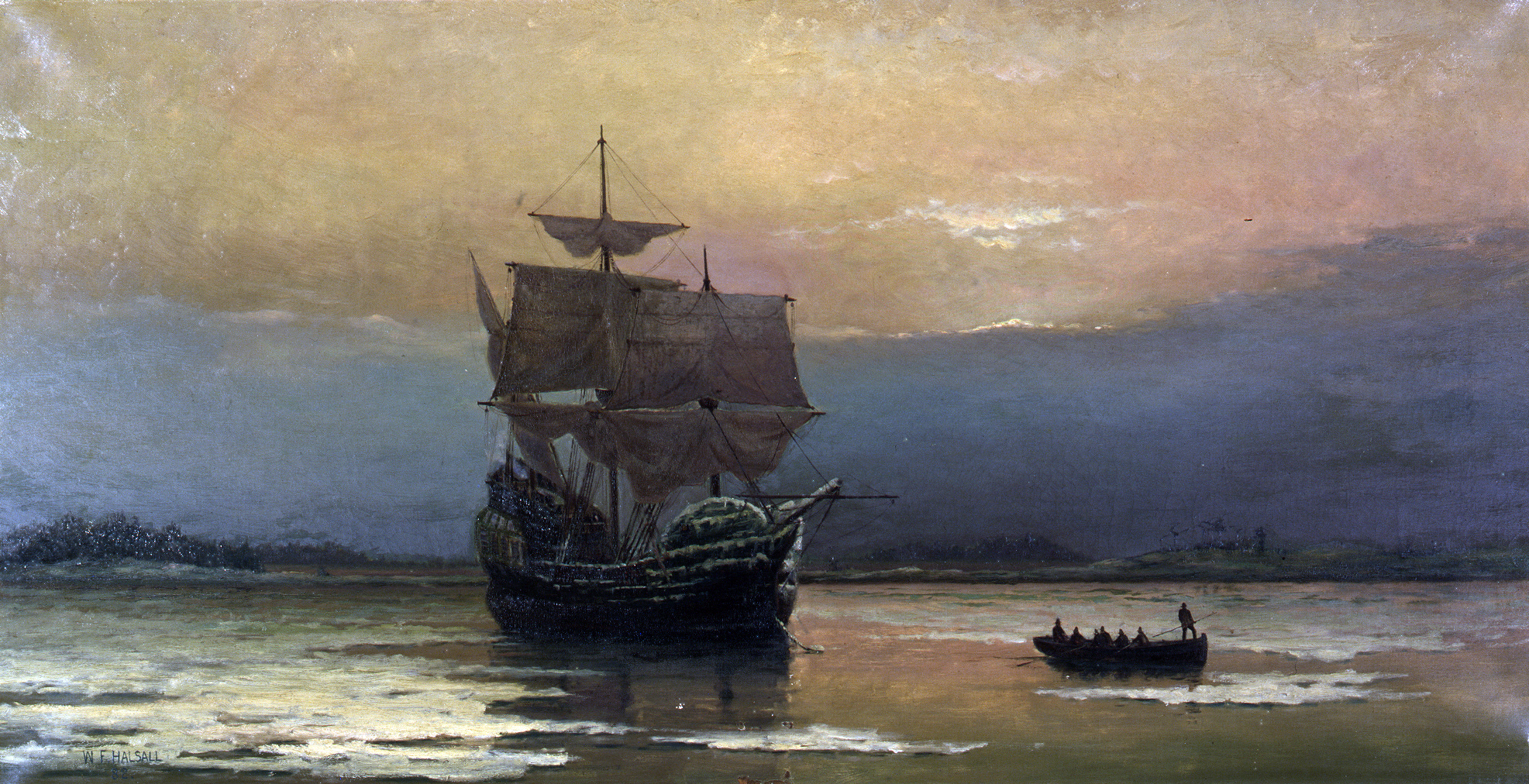
William Halsall: Loď Mayflower v přístavu v Plymouthu, 1882

Na cestu do Ameriky byly najaty dvě lodě, Speedwell a Mayflower. Obě lodě vypluly 5. srpna 1620, ale Speedwell stále nabíral vodu, a obě lodě se vrátily do Dartmouthu v Devonu kvůli opravám. Při druhém pokusu Mayflower a Speedwell urazily asi 300 námořních mil (560 km; 350 mil) za Land's End v Cornwallu. Protože Speedwell stále nabíral vodu, vrátila se obě plavidla do Dartmouthu. Pasažéři se rozhodli plout do Ameriky na jediné lodi, na Mayflower.
Loď Mayflower vyplula z Plymouthu v Anglii 6/16 září 1620.(Rozdíl mezi tehdy užívaným kalendářem Juliánským a Gregoriánským je 10 dní). Na malé, asi 100 stop dlouhé lodi se tísnilo i s posádkou 102 cestujících v extrémně stísněných podmínkách. Druhý měsíc plavby byla loď postižena silnými vichřicemi, lodní trámy nedokázaly udržet mořskou vodu, a cestující zůstávali ležet mokří a nemocní. Kombinace krutých podmínek, špatného jídla, kterého byl nedostatek a nehygienických podmínek po dobu několika měsíců, byla pro mnoho lidí, zejména pro většinu žen a dětí, fatální. Na cestě došlo ke dvěma úmrtím, ale to nejhorší mělo teprve přijít. Poté, co dorazili na místo určení, během několika měsíců zemřela téměř polovina osadníků v chladné, drsné, neznámé zimě v Nové Anglii. Během plavby došlo k silné bouři, během níž John Howland spadl přes palubu. Podařilo se mu uchopit plachtu, která spadla do moře a byl bezpečně vytažen na zpět na palubu.
Dne 9/19. listopadu 1620, asi po třech měsících na moři, si posádka a cestující všimli země na mysu Cape Cod, nyní přístav Provincetown Harbor. Poté, co několik dní bojovali, aby se dostali na jih do svého plánovaného cíle, do kolonie ve Virginii, silná zimní mořská bouře je přinutila vrátit se zpět do přístavu na mysu Cape Cod. Loď tam zakotvila dne 11/21. listopadu a 11. listopadu 1620 byla podepsána smlouva Mayflower Compact. John Howland byl třináctý ze 41 „hlavních“ mužů, kteří podepsali tento dokument.

## Smrt
John Howland zemřel 23. února 1672/3 ve věku 80 let a přežil většinu ostatních cestujících z lodi Mayflower. Předpokládá se, že John Howland byl pohřben na hřbitově Burial Hill v Plymouthu v Massachusetts. John Howland se svou ženou Elizabeth Howland založili jednu ze tří největších rodin z potomků cestujících z lodi Mayflower a jejich potomci jsou spojováni převážně s „bostonskou elitou“. Často jsou spojováni s Harvardovou univerzitou, anglikanismem, aristokratickými kluby, jako je Somerset v Bostonu, Knickerbocker v New Yorku, Metropolitan ve Washingtonu D.C. a s tradičními angloamerickémi zvyky. Mezi potomky Johna Howlanda patří američtí herci Humphrey Bogart (1899–1957), Anthony Perkins (1932–1992) a Alec Baldwin (narozen 1958).